# Guillermo Salatino
Guillermo Salatino (21 de septiembre de 1945) es un periodista deportivo de Argentina.
Tiene una amplia trayectoria en medios de comunicación de su país y fue premiado por la misma. Además es docente universitario de periodismo.

## Trayectoria
Estudió periodismo en el Círculo de Periodistas deportivos donde se recibió en 1978 y a partir de ese momento de desempeñó en varios medios periodísticos de Argentina, Radio Continental, Mitre y La Red entre ellos.
La Fundación Konex lo premió en 2007 en el área Deportiva Audiovisual en 2007 y fue jurado de esos premios en 2010 y 2020. También obtuvo el premio Ron Bookman Media Excellence en los ATP World Tour Awards 2017, fue el primer latinoamericano en obtenerlo. Anteriormente en 1997 la Women Tennis Association lo galardonó con el 20 años: US Open (1997) “Periodista del Año”. Además participó en varios programas radiales que obtuvieron el Martín Fierro y otra gran cantidad de premios por sus trabajos periodísticos-literarios.